# Alvaredo
Alvaredo est une freguesia du concelho de Melgaço dans le District de Viana do Castelo au Portugal.
Sa superficie est de 4,48 km2, et sa population est de 528 habitants en 2011.

## Géographie et Toponymie
Le nom de la freguesia provient du nom d'un cépage présent sur son territoire, l'Alvalherão.
Alvaredo est situé à l'est de Melgaço, sur les rives du Minho. La freguesia est voisine à l'est de Paderne, à l'ouest de Penso, et du fleuve Minho au nord qui forme la frontière avec la Galice.
Alvaredo présente les lieux-dits suivants : Bouças, Ferreira, Fonte, Maninho et Padreiro.

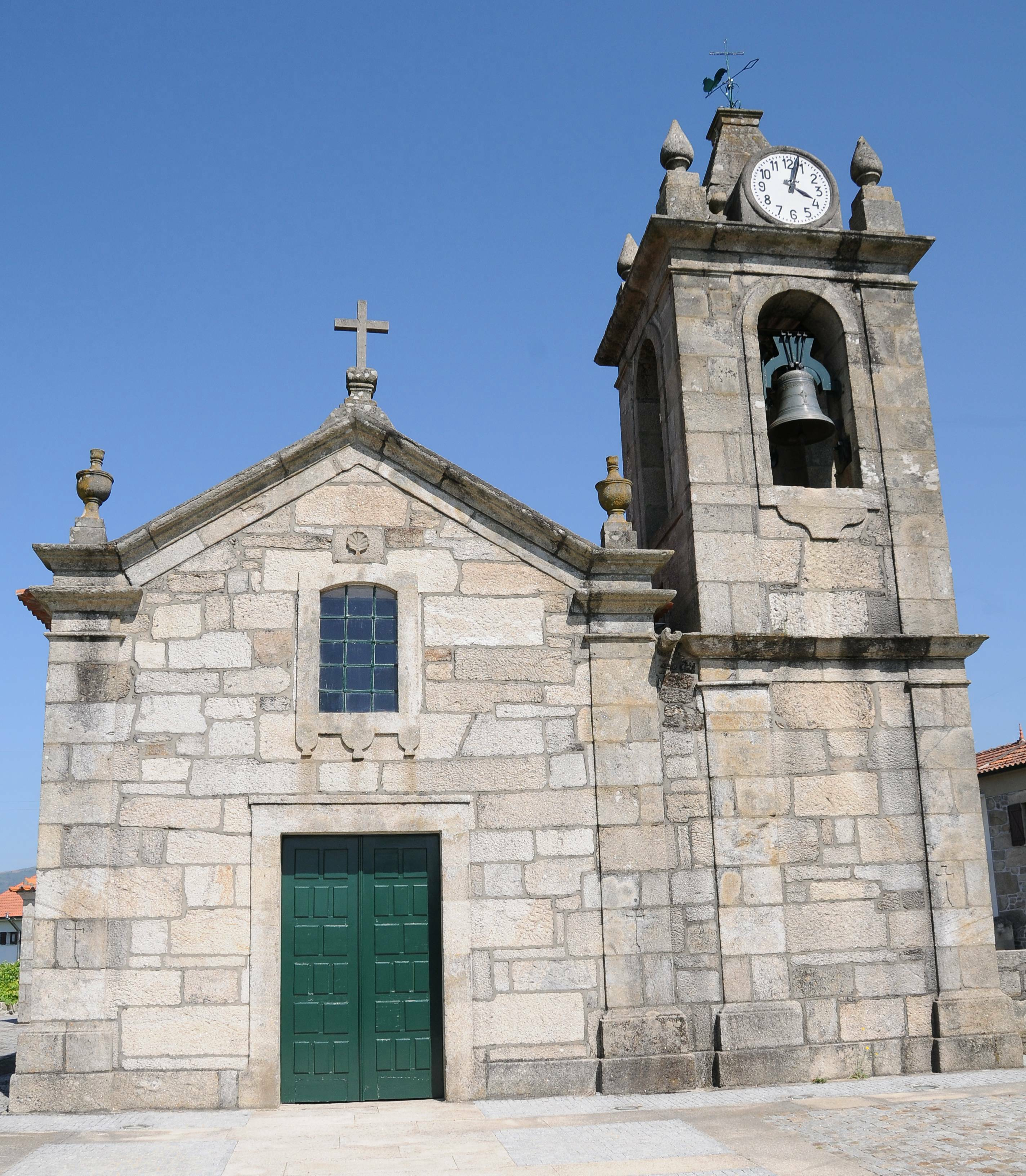
Église d'Alvaredo

## Démographie
| 1864 | 1878 | 1890 | 1900 | 1911 | 1920 | 1930 | 1940 | 1950 | 1960 | 1970 | 1981 | 1991 | 2001 | 2011 |
| ---- | ---- | ---- | ---- | ---- | ---- | ---- | ---- | ---- | ---- | ---- | ---- | ---- | ---- | ---- |
| 737  | 802  | 772  | 822  | 764  | 725  | 774  | 975  | 857  | 799  | 733  | 702  | 644  | 614  | 528  |

|      | 0-14 ans | 15-24 ans | 25-64 ans | >65 ans |
| ---- | -------- | --------- | --------- | ------- |
| 2001 | 52       | 74        | 290       | 198     |
| 2011 | 40       | 38        | 270       | 180     |

## Histoire
La freguesia d'Alvaredo apparait dans des documents datant du XIIe siècle, qui spécifient qu'en date du 13 Avril 1118, D. Onega Fernandes, veuve et ayant pris l'habit, donna a D. Afonso, évêque do diocèse de Tui, le quart d'une église locale. Le village y apparait sous le nom de S. Martinho de Valadares. Encore au XIIe siècle, le territoire est sous domination de segneurs, puisqu'il inclut 2 tours appartenant aux Marquis de Tenorio, le Solar dos Marinhos (propriété de la famille de D. Froyão, un hidalgo italien, venu sur ces terres avec le comte D. Mendo afin d'en expulser les Maures, de façon similaire à d'autres comtes et ducs qui y résidèrent, venus d'Andalousie et de Galice).
Pendant la Reconquista, le territoire passe sous domination de Soeiro Aires de Valadares, un des chevaliers bénéficiaires d'une carta de couto (récompense donnée en contrepartie de la défense du territoire face à d'éventuelles invasions venant de l'autre rive du Minho) concédée par D. Alphonse Henriques.
Le 25 Février 1312, D. Denis Ier intègre à Melgaço tout le territoire de Valadares, provocant l'opposition des habitants. Le roi revint sur sa décision et rétablit leur autonomie via document royal (foral (pt) ) édité à Lisbonne le 1er Juillet 1317, confirmé par le Foral Novo de D. Manuel Ier le 1er Juin 1512.
Alvaredo fut une paroisse incluse dans la circonscription ecclésiastique de São Fins de Friestas (pt), de la Compagnie de Jésus, puis de l'Université de Coimbra, et enfin indépendante sous la forme d'un rectorat.
En 1855, l'ancienne municipalité de Valadares est dissoute, et ses paroisses réparties entre Monção et Melgaço. Alvaredo réintègre donc Melgaço, par décret du 24 octobre de la même année.
Aujourd'hui, profitant d'une terre abondamment irriguée par le Minho, Alvaredo rassemble certaines des plus riches exploitations vinicoles et agricoles de la municipalité.

## Personnalités nées à Alvaredo
- Abel Fernandes, soldat du 3ème Bataillon d'Infanterie, membre du Corps expéditionnaire portugais
- Adelino Joaquim Pereira Soares de Castro, écrivain, journaliste, spécialiste d'éthnographie mozambicaine, fondateur du Musée National d'Ethnographie de Nampula
- António Besteiro, soldat du 3ème Bataillon d'Infanterie, membre du Corps expéditionnaire portugais
- Artur Domingues, soldat du 1er Esquadron de Remonta - Escola de Equitação, membre du Corps expéditionnaire portugais
- Avelino Fernandes, soldat du 3ème Bataillon d'Infanterie, membre du Corps expéditionnaire portugais
- Nicolau de Souza Lobato, soldat chauffeur du 4ème Régiment de Cavalerie, membre du Corps expéditionnaire portugais
- Pedro M. R. Ferreira, célèbre athlète du jogo do pau et premier président de la Fédération portugaise du jogo do Pau.